# Erin-Buenos Ayres
Erin-Buenos Ayres es una localidad de Trinidad y Tobago, que forma parte de la región de Siparia.

## Geografía
La localidad abarca parte de la isla Trinidad y limita al norte con Cap-de-Ville, al sur con el canal de Colón, al este con Erin y al oeste con Chatham. Las sabanas de Erin, una de las últimas sabanas naturales que quedan en Trinidad y Tobago se encuentran justo al este de la localidad.

## Historia
Buenos Ayres es la ciudad donde se originó el calipso Cro Cro.
En 2016 el embajador de Argentina visitó una escuela primaria de la localidad para un evento cultural, acto que contó con la presencia del presidente de Trinidad Dr. Anthony Thomas.

## Clima
El área tiene un clima tropical monzónico relativamente raro, a veces también conocido como un clima húmedo tropical o monzón tropical y vientos alisios de litoral. El subtipo Clasificación climática de Köppen para este clima es "Am " (clima tropical monzónico).

## Demografía
Datos demográficos de la localidad de Erin-Buenos Ayres:
| Gráfica de evolución demográfica de Erin-Buenos Ayres entre 2000 y 2011 |
|                                                                         |